# Kinas damlandslag i fotboll
Kinas damlandslag i fotboll representerar Folkrepubliken Kina i fotboll på damsidan.
Sin hittills bästa period hade laget utan tvekan under andra halvan av 1990-talet, då man efter en fjärdeplats i VM 1995 fick silvermedalj i såväl OS 1996 och VM 1999. I båda turneringarna förlorade man finalen mot USA, i den sistnämnda turneringen skedde detta först efter straffar.

## OS och VM placeringar

### Världsmästerskap
- VM 1991: Kvartsfinal
- VM 1995: Fjärde plats
- VM 1999: Silver
- VM 2003: Kvartsfinal
- VM 2007: Kvartsfinal
- VM 2011: Kvalade inte in
- VM 2015: Kvartsfinal
- VM 2019: Åttondelsfinal
- VM 2023: Gruppspel

### Olympiska spelen
- OS 1996: Silver
- OS 2000: Gruppspel
- OS 2004: Gruppspel
- OS 2008: Kvartsfinal
- OS 2012: Kvalade inte in
- OS 2016: Kvartsfinal
- OS 2020: Gruppspel

## Förbundskaptener
- Cong Zheyu (1984–1988)
- Shang Ruihua (1988–1991)
- Ma Yuanan (1991–2001)
- Ma Liangxing (2002–2003)
- Zhang Haitao (2003–2004)
- Wang Haiming (2004–2005)
- Pei Encai (2005)
- Ma Liangxing (2005–2006)
- Wang Haiming (Caretaker) (2007)
- Marika Domanski Lyfors (2007)
- Élisabeth Loisel (2007–2008)
- Shang Ruihua (2008–2010)
- Li Xiaopeng (2011–2012)
- Hao Wei (2012–2015)
- Bruno Bini (2015–2017)
- Sigurður Ragnar Eyjólfsson (2017–2018)
- Jia Xiuquan (2018–2021)
- Shui Qingxia (2021–)

## Laguppställning
Följande spelare ingår i spelartruppen i VM 2023 som spelas i Australien och Nya Zeeland.
- Matcher och mål är uppdaterade per den 19 juli 2023.

| Nr | Pos. | Namn          | Födelsedatum (ålder)     | Matcher | Mål |            | Klubb                     |
| -- | ---- | ------------- | ------------------------ | ------- | --- | ---------- | ------------------------- |
| 1  | MV   | Zhu Yu        | 23 juli 1997 (25 år)     | 10      | 0   | Kina       | Shanghai Shengli          |
| 2  | F    | Li Mengwen    | 28 mars 1995 (28 år)     | 17      | 0   | Frankrike  | Paris Saint-Germain       |
| 3  | F    | Dou Jiaxing   | 29 februari 2000 (23 år) | 2       | 0   | Kina       | Jiangsu                   |
| 4  | F    | Wang Linlin   | 4 augusti 2000 (22 år)   | 10      | 1   | Kina       | Shanghai Shengli          |
| 5  | F    | Wu Haiyan     | 26 februari 1993 (30 år) | 129     | 3   | Kina       | Wuhan Jianghan University |
| 6  | MF   | Zhang Xin     | 23 maj 1992 (31 år)      | 31      | 3   | Kina       | Shanghai Shengli          |
| 7  | A    | Wang Shuang   | 23 januari 1995 (28 år)  | 116     | 38  | USA        | Racing Louisville         |
| 8  | F    | Yao Wei       | 1 september 1997 (25 år) | 31      | 3   | Kina       | Wuhan Jianghan University |
| 9  | MF   | Shen Mengyu   | 19 augusti 2001 (21 år)  | 0       | 0   | Skottland  | Celtic                    |
| 10 | MF   | Zhang Rui     | 17 januari 1989 (34 år)  | 161     | 24  | Kina       | Wuhan Jianghan University |
| 11 | A    | Wang Shanshan | 27 januari 1990 (33 år)  | 152     | 58  | Kina       | Wuhan Jianghan University |
| 12 | MV   | Xu Huan       | 6 mars 1999 (24 år)      | 4       | 0   | Kina       | Jiangsu                   |
| 13 | MF   | Yang Lina     | 13 april 1994 (29 år)    | 29      | 2   | Spanien    | Levante Las Planas        |
| 14 | A    | Lou Jiahui    | 26 maj 1991 (32 år)      | 111     | 5   | Kina       | Wuhan Jianghan University |
| 15 | F    | Chen Qiaozhu  | 8 september 1999 (23 år) | 4       | 0   | Kina       | Meizhou Huijun            |
| 16 | MF   | Yao Lingwei   | 5 december 1995 (27 år)  | 16      | 0   | Kina       | Wuhan Jianghan University |
| 17 | MF   | Wu Chengshu   | 26 augusti 1996 (26 år)  | 13      | 1   | Australien | Canberra United           |
| 18 | A    | Tang Jiali    | 16 mars 1995 (28 år)     | 58      | 12  | Kina       | Shanghai Shengli          |
| 19 | MF   | Zhang Linyan  | 16 januari 2001 (22 år)  | 14      | 2   | Schweiz    | Grasshoppers              |
| 20 | A    | Xiao Yuyi     | 10 januari 1996 (27 år)  | 42      | 7   | Kina       | Shanghai Shengli          |
| 21 | MF   | Gu Yasha      | 28 november 1990 (32 år) | 121     | 13  | Kina       | Wuhan Jianghan University |
| 22 | MV   | Pan Hongyan   | 30 december 2004 (18 år) | 0       | 0   | Kina       | Beijing                   |
| 23 | F    | Gao Chen      | 11 augusti 1992 (30 år)  | 29      | 0   | Kina       | Changchun Dazhong Zhuoyue |